# Kröhnkit
Kröhnkit – bardzo rzadki minerał klasy siarczanów.

## Właściwości
Krystalizuje w układzie jednoskośnym. Wykształca kryształy o pokroju krótkopryzmatycznych lub oktaedrycznych. Jest minerałem kruchym,  przezroczystym do półprzezroczystego. Posiada białą rysę i muszlowy przełam. Często występuje w formie kryształów bliźniaczych. Występuje w skupieniach masywnych i ziarnistych. Jest rozpuszczalny w wodzie.

## Występowanie
Minerał wtórny powstający w strefie utlenionej złóż miedzi, zwykle w bardzo suchym klimacie. Towarzyszą mu antleryt, chalkantyt, atakamit i brochantyt.  

## Miejsce występowania
Jest minerałem bardzo rzadkim. Najlepszej jakości okazy pochodzą z Chile. Występuje także w Australii, Grecji, na Węgrzech, we Włoszech, Anglii i Stanach Zjednoczonych (Arizona, Kalifornia, Utah, Wirginia). W Polsce stwierdzony na Dolnym Śląsku w okolicach Polkowic i na Górnym Śląsku w okolicach Wodzisławia.

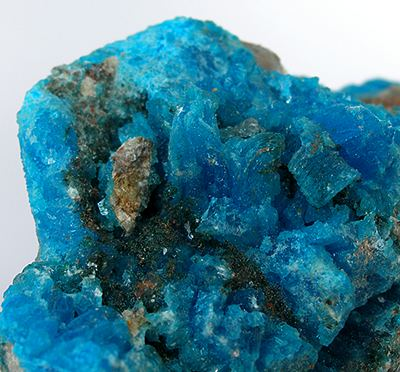
niebieski okaz kröhnkitu z Chile